# ロバート・トーマス・スミス

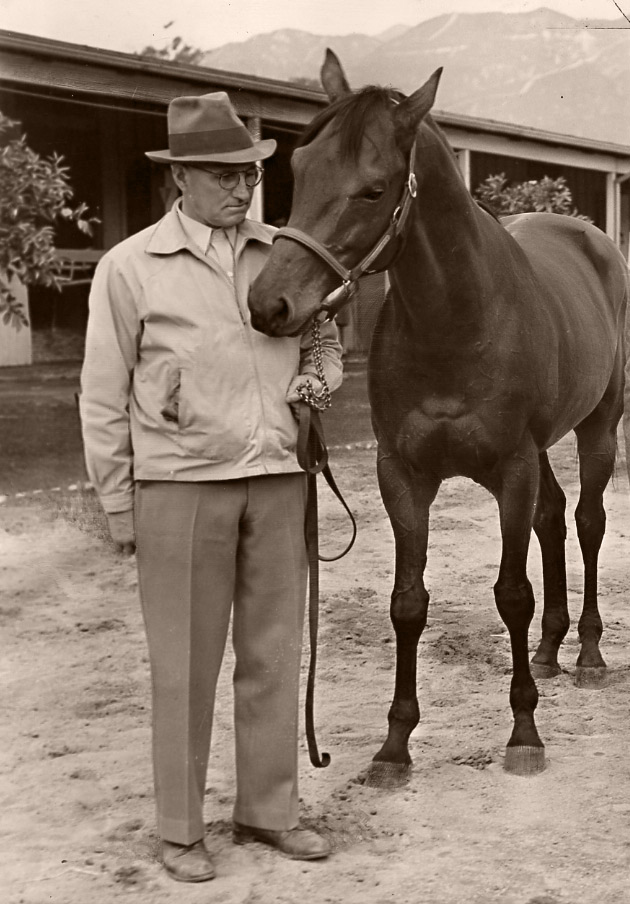
スミスとシービスケット

ロバート・トーマス・スミス（Robert Thomas Smith、1878年5月20日 - 1957年1月23日）は、アメリカ合衆国出身のサラブレッド競馬の調教師。1930年代のアイドルホース・シービスケットの調教師として知られる人物で、2001年にアメリカ競馬殿堂入りを果たしている。
主に「トム・スミス」と呼ばれ、寡黙な人物であったことから「サイレント・トム」のあだ名でも呼ばれた。

## 経歴
スミスが表舞台で名が知られるようになったのはシービスケットの活躍以後で、それ以前の経歴は若干不明瞭な部分がある。出身はジョージア州北西部とされ、調教師となる以前は野良馬を馴らして軍馬として提供する仕事を行っていたとされる。軍馬の需要が無くなると、牧夫としてやはり馬に接して暮した。
1920年代に入ると、アメリカ各地では馬から自動車へと乗り物の転換が進んでいき、その影響でスミスの務めていた牧場も解散されてしまった。スミスが初めて競馬の調教師になったのはワイオミング州で、牧場解散後に草競馬の調教師としての仕事を始め、かねてよりの経験を生かして競走馬の能力を引き出し、その名を挙げた。その後巡業競馬の調教師としてアメリカ各地を転々としながら、過酷な環境でその技術を磨いていった。
巡業競馬の雇い主が死去すると、スミスは再び職にあぶれ、その後メキシコのアグアカリエンテ競馬場に競走馬1頭だけの厩舎を構えていた。この頃に西部の自動車販売業者チャールズ・スチュワート・ハワードに目を掛けられ、スミスはハワードに雇われてカリフォルニア州に移り、ハワードの所有馬の調教、および購入予定馬の品定めなどを行った。
スミスがシービスケットを初めて見たのは1936年6月で、それから約1ヶ月後にハワードがそれを購入しようと考えると、これを強く後押しした。購入当初のシービスケットは性格に難のある馬であったが、スミスはそれまで得た経験を生かしてそれを解消させ、カリフォルニアから東海岸まで各地で大競走勝ちを挙げさせた。1940年にはシービスケットのサンタアニタハンデキャップ優勝などもあり、同年の獲得賞金額リーディングを獲得した。
1943年に背中の手術のために療養が必要となり、このためハワードとの契約を円満に打ち切った。1年間の療養後、ハワードはすでに代わりの調教師を用意していたので、スミスは新たに東海岸へと渡り、そこで化粧品業界の女王として知られたエリザベス・アーデンに雇われた。奇人としても知られるアーデンから寵愛されたスミスは、そこでスターパイロットなどに代表される馬の調教を担当した。1945年には再び獲得賞金額リーディングに輝いている。
しかしその1945年、スミスが担当していた馬にエフェドリンが投与された疑惑が持たれて、スミスは潔白を主張するも1年間の競馬関与禁止処分を受けた。しかし1947年に再びアーデンが調教師として復帰させると、ジェットパイロットでケンタッキーダービーを制してその厚意に応えた。
その後グレアムの元からも離れ、1955年の引退間際には1頭の馬を管理するだけであった。1957年に発作で倒れ、78歳にしてカリフォルニア州グレンデールで死去した。遺骸はフォレストローン記念公園に埋葬されている。
スミスが生涯で勝った競走のうち、現在のグレード競走にあたるものは29勝に上る。2001年、アメリカ競馬名誉の殿堂博物館はスミスの功績を称え、その殿堂入りを発表した。

## 人物
灰色のフェドーラ帽を愛用しており、ハワードなどに雇われて余裕ができてもほとんど変わらないデザインのものを使っていた。
経歴も含めて、当時の調教師としてはかなり異端な人物で、時には当時の常識から大きく逸れた手法も用いた。調教法も独特で、目覚まし時計を発馬機のベル代わりにしてスタート特訓をさせたり、馬の栄養管理や湿布剤なども独自に配合したものが使われていた。
あだ名になるほど非常に寡黙で、必要以外のことはまったく喋らない人物であった。うっかり斧で足の指を切り落とした時ですら声も上げず、記者からは「1日トータルで100語と喋らない」「スミスへの取材はまるで柱に話しかけているようだった」などと言われるほどであった。前半生に憶測が含まれているのもこのためで、シービスケットの管理で一躍時の人となった際には、マスコミから様々な伝説をでっちあげられていた。ただしスミス本人がまったく語らなかったわけではなく、文献にあるものなどは数少ないスミスの余話を繋ぎ合わせたものである。
家族構成も不明で、少なくともジムという息子がいることが知られているくらいである。ジムは父と同じく調教師をしており、主にビング・クロスビーの所有馬などを管理、シービスケットとマッチレースを行ったリガロッティの調教も担当していた。
スミスは取材の鬱陶しさ、および情報の漏洩を恐れてマスコミをとにかく嫌い、またマスコミからも天敵と目された。スミスは調教などの情報をひた隠しにし、競馬記者らはあの手この手で情報を探ろうとして、時には夜間に張り込む者もいた。そのうちスミスは記者らをやり込めることをひとつの楽しみにするようになり、時折スミスが記者に向かって笑顔で手を振るだけで、彼らを疑心暗鬼に陥らせた。
一方で、馬主の意向には極力応えていた。特にアーデンは馬に香水を振りかけるなどの奇行が少なくなかったが、スミスはそれも受け入れつつ、馬をきちんと仕上げていた。

## 主な管理馬
- シービスケット Seabiscuit - 1933年生、牡馬。サンタアニタハンデキャップなど。アメリカ殿堂馬。
- カヤック Kayak II - 1933年生、牡馬。サンタアニタハンデキャップなど。
- スターパイロット Star Pilot - 1943年生、牡馬。フューチュリティステークスなど。1945年最優秀2歳牡馬。
- ボーゲイ Beaugay - 1943年生、牝馬。メイトロンステークスなど。1945年アメリカ最優秀2歳牝馬。
- ジェットパイロット Jet Pilot - 1944年生、牡馬。ケンタッキーダービーなど。